# Mariano Manzana
Mariano Manzana (ur. 13 października 1947 w Mori) – włoski duchowny rzymskokatolicki pracujący w Brazylii, od 2004 do 2023 biskup Mossoró.

## Życiorys
Święcenia kapłańskie przyjął 26 czerwca 1973 i został inkardynowany do archidiecezji trydenckiej. Przez kilka lat pracował w jednej z parafii w Trydencie, zaś w 1977 wyjechał jako misjonarz fidei donum do Brazylii i rozpoczął pracę w diecezji Mossoró. W 1993 powrócił do Włoch i został delegatem biskupim ds. misji.
15 czerwca 2004 papież Jan Paweł II mianował go biskupem Mossoró. Sakry biskupiej udzielił mu 5 września 2004 abp Luigi Bressan, ówczesny metropolita trydencki.
18 listopada 2023 papież Franciszek przyjął jego rezygnację z urzędu biskupa Mossoró. 